# Dysplasies osseuses en rapport avec le gène SOST
Les dysplasies osseuses en rapport avec le gène SOST sont des  manifestations secondaires à une production exagérée de tissu osseux par l'ostéoblaste. Les signes cliniques majeurs sont la croissance excessive du squelette et l'existence de syndactylie habituellement entre l'index et le majeur.

Les deux maladies connues en rapport avec le gène SOST sont la maladie de Van Buchem et la sclérostéose.

À la naissance, seule l'existence de syndactylie est notée avec parfois des ongles anormaux.

Les manifestations osseuses apparaissent vers cinq ans et atteignent surtout le visage. Des compressions vasculaires et nerveuses atteignant surtout le crâne font la gravité de cette maladie avec apparition d'une hypertension intracrânienne potentiellement létale.

Les manifestations de la maladie de Van Buchem sont moins graves que la sclérostéose. La syndactylie n’existe que dans la sclérostéose.

## Autres noms
- Hyperostose corticale généralisée
- Hyperostose corticale syndactylie

## Étiologie

### Van Buchem
Les anomalies génétiques ne semblent pas atteindre directement le gène SOST mais une région mesurant 52 000 paires de bases située sous le gène SOST.

### Sclérostéose
Mutation du gène SOST situé sur le locus q12-q21 du chromosome 17 codant la sclérostine ; quatre mutations sont connues.

## Incidence et prévalence
La sclérostéose atteint surtout la population afrikaner d’Afrique du Sud.
La maladie de Van Buchem est surtout localisée à Urk (Pays-Bas).

## Description
|                          | Sclérostéose          | Maladie de Van Buchem |
| Âge des premiers signes  | 5-6 ans               | Puberté               |
| Gravité                  | Potentiellement létal | Relativement bénin    |
| Aspect général           | Gigantisme            | Normal                |
| Visage                   | Déformation grossière | Mandibule proéminente |
| Dents                    | Irrégulières          | Normales              |
| Paralysie nerveuse       | Habituelle            | Rare                  |
| Pression intra crânienne | Élevée                | Normale               |
| Syndactylie              | Fréquent              | Absent                |
| Ongles                   | Hypoplasiques         | Normaux               |
| Mains & Pieds            | Déformées             | Normales              |

## Diagnostic
Les caractéristiques cliniques ainsi que les examens radiographiques font le diagnostic de ces maladies.

## Conseil génétique

### Transmission
Transmission autosomique récessive.

### Risque pour la famille
Le risque est celui de toute maladie génétique à transmission autosomique récessive.